# Uffe Manich Bech
Uffe Manich Bech (Copenaghen, 13 gennaio 1993) è un ex calciatore danese, di ruolo centrocampista.

## Carriera

### Club
Ha giocato in massima serie con la maglia del Lyngby.

### Nazionale
Ha esordito con la maglia della nazionale danese nel 2013.

## Statistiche

### Presenze e reti nei club
Statistiche aggiornate al 7 settembre 2018.
| Stagione             | Squadra              | Campionato           | Campionato | Campionato | Coppe nazionali | Coppe nazionali | Coppe nazionali | Coppe continentali | Coppe continentali | Coppe continentali | Altre coppe | Altre coppe | Altre coppe | Totale | Totale |
| Stagione             | Squadra              | Comp                 | Pres       | Reti       | Comp            | Pres            | Reti            | Comp               | Pres               | Reti               | Comp        | Pres        | Reti        | Pres   | Reti   |
| -------------------- | -------------------- | -------------------- | ---------- | ---------- | --------------- | --------------- | --------------- | ------------------ | ------------------ | ------------------ | ----------- | ----------- | ----------- | ------ | ------ |
| 2010-2011            | Lyngby               | SL                   | 12         | 1          | CD              | 2               | 0               | -                  | -                  | -                  | -           | -           | -           | 14     | 1      |
| 2011-2012            | Lyngby               | SL                   | 10         | 0          | -               | -               | -               | -                  | -                  | -                  | -           | -           | -           | 10     | 0      |
| 2012-2013            | Lyngby               | 1D                   | 16         | 5          | CD              | 1               | 0               | -                  | -                  | -                  | -           | -           | -           | 17     | 5      |
| Totale Lyngby        | Totale Lyngby        | Totale Lyngby        | 38         | 6          | -               | 3               | 0               | -                  | -                  | -                  | -           | -           | -           | 41     | 6      |
| dic. 2012-mag. 2013  | Nordsjaelland        | SL                   | 5          | 2          | CD              | -               | -               | -                  | -                  | -                  | -           | -           | -           | 5      | 2      |
| 2013-2014            | Nordsjaelland        | SL                   | 11         | 2          | CD              | 1               | 0               |                    |                    |                    |             |             |             | 12     | 2      |
| 2014-2015            | Nordsjaelland        | SL                   | 27         | 2          | -               | -               | -               | -                  | -                  | -                  | -           | -           | -           | 27     | 2      |
| Totale Nordsjaelland | Totale Nordsjaelland | Totale Nordsjaelland | 43         | 6          | -               | 1               | 0               | -                  | -                  | -                  | -           | -           | -           | 44     | 6      |
| 2015-2016            | Hannover 96          | BL                   | 11         | 1          | CG              | 1               | 0               | -                  | -                  | -                  | -           | -           | -           | 18     | 1      |
| 2016-2017            | Hannover 96          | 2L                   | 7          | 1          | CG              | 0               | 0               | -                  | -                  | -                  | -           | -           | -           | 7      | 1      |
| 2017- gen. 2018      | Hannover 96          | BL                   | 0          | 0          | CG              | 0               | 0               | -                  | -                  | -                  | -           | -           | -           | 0      | 0      |
| Totale Hannover      | Totale Hannover      | Totale Hannover      | 18         | 2          | -               | 1               | 0               | -                  | -                  | -                  | -           | -           | -           | 19     | 2      |
| 2017-2018            | Greuther Fürth       | 2L                   | 2          | 0          | CG              | 0               | 0               | -                  | -                  | -                  | -           | -           | -           | 2      | 0      |
| 2018-2019            | Brøndby              | SL                   | 1          | 0          | CD              | 0               | 0               | -                  | -                  | -                  | -           | -           | -           | 1      | 0      |
| Totale carriera      | Totale carriera      | Totale carriera      | 102        | 14         |                 | 7               | 0               |                    |                    |                    |             |             |             | 107    | 14     |

### Cronologia presenze e reti in nazionale
| Cronologia completa delle presenze e delle reti in nazionale ― Danimarca | Cronologia completa delle presenze e delle reti in nazionale ― Danimarca | Cronologia completa delle presenze e delle reti in nazionale ― Danimarca | Cronologia completa delle presenze e delle reti in nazionale ― Danimarca | Cronologia completa delle presenze e delle reti in nazionale ― Danimarca | Cronologia completa delle presenze e delle reti in nazionale ― Danimarca | Cronologia completa delle presenze e delle reti in nazionale ― Danimarca | Cronologia completa delle presenze e delle reti in nazionale ― Danimarca |
| Data                                                                     | Città                                                                    | In casa                                                                  | Risultato                                                                | Ospiti                                                                   | Competizione                                                             | Reti                                                                     | Note                                                                     |
| ------------------------------------------------------------------------ | ------------------------------------------------------------------------ | ------------------------------------------------------------------------ | ------------------------------------------------------------------------ | ------------------------------------------------------------------------ | ------------------------------------------------------------------------ | ------------------------------------------------------------------------ | ------------------------------------------------------------------------ |
| 31-1-2013                                                                | Phoenix                                                                  | Messico                                                                  | 1 – 1                                                                    | Danimarca                                                                | Amichevole                                                               | -                                                                        | 73’                                                                      |
| 11-10-2014                                                               | Elbasan                                                                  | Albania                                                                  | 1 – 1                                                                    | Danimarca                                                                | Qual. Euro 2016                                                          | -                                                                        | 71’                                                                      |
| 14-10-2014                                                               | Copenaghen                                                               | Danimarca                                                                | 0 – 1                                                                    | Portogallo                                                               | Qual. Euro 2016                                                          | -                                                                        | 46’                                                                      |
| 18-11-2014                                                               | Bucarest                                                                 | Romania                                                                  | 2 – 0                                                                    | Danimarca                                                                | Amichevole                                                               | -                                                                        | 46’                                                                      |
| Totale                                                                   |                                                                          | Presenze                                                                 | 4                                                                        |                                                                          | Reti                                                                     | 0                                                                        |                                                                          |